# روزی روزگاری در آمریکا
روزی روزگاری در آمریکا (به انگلیسی: Once Upon a Time in America) فیلمی داستانی جنایی گانگستری و درام به کارگردانی سرجو لئونه محصول ۱۹۸۴ کمپانی آمریکایی برادران وارنر می‌باشد. این آخرین فیلمی بود که سرجو لئونه آن را کارگردانی کرده‌است. موسیقی این فیلم توسط انیو موریکونه ساخته و اجرا شده‌است.
داستان در سه مقطع زمانی ۱۹۲۳(دوران نوجوانی)، ۱۹۳۳(دوران جوانی) و ۱۹۶۸ (دوران کهن‌سالی) شکل می‌گیرد.
تدوین نهایی فیلم ۲۶۹ دقیقه بوده که در زمان اکران برای جشنواره بین‌المللی فیلم کن ۴۰ دقیقه از فیلم در ممیزی حذف می‌گردد سپس برای اکران در آمریکا این فیلم کوتاه‌تر شده و به ۱۳۹ دقیقه کاهش می‌یابد که همین امر ناخشنودی سرجیو لئونه و قهر او با دنیای سینما و هالیوود را به همراه داشت. این فیلم در بخش غیرمسابقه‌ای جشنواره بین‌المللی فیلم کن در سال ۱۹۸۴ رتبه نخست را به خود اختصاص داد.
فیلم‌نامه این فیلم را انریکو مدیولی، سرجو لئونه، لئوناردو بنونوتی، پیرو دی‌برناردی، فرانکو آرکالی و فرانکو فرینی نوشته‌اند.
مجله معتبر سایت اند ساوند روزی روزگاری در آمریکا را در بین ۲۵۰ فیلم برتر تاریخ سینما انتخاب کرده‌است.
همچنین از زمان ساخت این فیلم تا به حال منتقدان و تماشاگران همواره از این فیلم تعریف کرده‌اند و لقب شاهکار را برایش برگزیدند.
فیلم‌نامه «روزی روزگاری در آمریکا» به ترجمه حسین عیدی‌زاده در سال ۱۳۸۹ به فارسی ترجمه شده و نشر افکار آن را منتشر کرده است.

## داستان
فیلم در سه برهه مختلف زمانی روایت می‌شود: سال‌های کودکی شخصیت اول فیلم (۱۹۲۲)، دوران جوانی (۱۹۳۳–۱۹۳۲) و دوران کهولت (۱۹۶۸به بعد).
فیلم با صحنه تعقیب گنگسترها (۱۹۳۳) به دنبال نودولس آغاز می‌شود. آن‌ها زن نودولس اوو را می‌کشند و به دنبال آن موو (فت موو) دوست صمیمی‌اش را کتک می‌زنند تا مخفیگاه نودولس را به آن‌ها لو دهد. نودولس در یک بار چینی مخفی‌شده‌است و در آنجا روزنامه‌ای می‌خواند مبنی بر به دام افتادن ۳ دوست دیگرش که در قاچاق مشروبات الکلی دست داشتند. فیلیپ آستین (کاک آی)، پاتریک گولدبرگ (پتسی) و ماکسیمیلیان برکوویچ (مکس). در همین هنگام با ذهن نودولس اتفاقات مرور می‌شود. اینکه چطور این ۳ نفر در اثر درگیری با پلیس هنگام قاچاق مشروب کشته‌شده‌اند و اینکه قبل‌تر چطور نودولس طی تماس با پلیس آن‌ها را لو داده‌است. دوباره نودولس را می‌بینیم که گنگسترها به دنبال انتقام گرفتن از او وارد بار چینی می‌شوند ولی نودولس زودتر فرار کرده و به دنبال موو می‌رود و در آنجا می‌فهمد که گنگسترها زنش اوو را کشته‌اند. سپس در آنجا کلید صندوق امانات بانک را برمی‌دارد. بعدها متوجه می‌شویم که این صندوق یک صندوق امانت مشترک بین این ۴ دوست برای ذخیره کردن دارایی‌های به‌دست‌آمده از راه خلافشان بوده‌است. اما نودولس بعد از بازکردن کیف داخل صندوق می‌بیند که داخل آن خالی‌شده‌است. نودولس سپس از آنجا به ایستگاه قطار می‌رود تا برای همیشه نیویورک را ترک کند.
صحنه فیلم فلش فوروارد می‌شود و ما به سال ۱۹۶۸ می‌رویم که در آن نودولس پس از سی و پنج سال زندگی در خفا به نیویورک بازمی‌گردد. در نامه‌ای بی امضاء از او دعوت‌شده تا با دوستان گنگسترش دیدار کند. ابتدا به دیدن موو می‌رود که کماکان مانند گذشته در بار خانوادگی‌شان کار می‌کند. در آنجا نودولس نامه‌ای از طرف یک خاخام مبنی بر فروش آرامگاه یهودی (محل دفن اجساد ۳ دوستش) را به موو نشان می‌دهد و در آنجا می‌فهمد که او تنها این نامه را دریافت نکرده و این یعنی گنگسترها می‌دانند که نودولس که الآن با نام دیوید ارنسون مخفی‌شده کجاست و این معمایی برای نودولس می‌شود که در پی کشف آن برمی‌آید. همچنین در آنجا موو و نودولس می‌فهمند که هیچ‌کدام پول داخل صندوق امانات را برنداشته‌اند. نودولس با دیدن عکس‌هایی یاد دوران کودکی‌اش می‌افتد.
صحنه سپس فلش بک می‌خورد و به گذشته ۱۹۲۲ سال‌های نوجوانی نودولس برمی‌گردیم. نودولس به همراه ۳ دوستش پتسی، کاک آی و دومینیک نوجوانانی هستند که در محله یهودی‌های نیویورک زندگی می‌کنند. هر چهار نفر از بزه‌کاران خرده‌پا هستند. درگیری بر سر دزدی یک ساعت از یک مرد مست، آنان را با مکس که خانواده‌شان تازه به آن محله اسباب‌کشی کرده‌اند، آشنا می‌کند و او هم به دارو دسته آن‌ها می‌پیوندد. در ادامه آن‌ها موفق می‌شوند که با گرفتن یک نقطه‌ضعف از مأمور پلیس محله، او را مجبور به سرپوش گذاشتن بر خلاف‌های خود بکنند و این ابتدای کار آن‌ها می‌شود. از طرف دیگر نودولس رفته‌رفته احساس تعلق‌خاطر به دبورا خواهر موو می‌کند و این مسئله به‌مرور حسادت مکس را برمی‌انگیزد.
نودولس و مکس در یک درگیری با باگزی که گنده لات محله است، به‌شدت کتک می‌خورند و دبورا نیز با دانستن این واقعه نودولس را از خود می‌راند. در ادامه نودولس و دوستانش با ارائه یک طرح (بستن نمک به جعبه محموله‌های انداخته‌شده به آب جهت عدم شناور شدن آن‌ها، سپس حل شدن نمک و شناور شدن آن‌ها) به قاچاقچیانی که هنگام گرفتار شدن به پلیس محموله مشروبات خود را به دریا می‌ریزند، کمک می‌کنند. این پنج نوجوان که حالا برای نخستین بار در پول غرق‌شده‌اند به یکدیگر قول وفاداری می‌دهند و توافق می‌کنند تا سود درآمدشان را در صندوق اماناتی بگذراند که کلیدش در اختیار دوست دیگرشان، فت موو است. در بازگشت از بانک، باگزی به آن‌ها حمله می‌کند و با تیر دومینیک را می‌کشد. در دفاع از او نودولس نیز باگزی را با چاقو می‌کشد و این‌گونه گرفتار پلیس شده و به زندان می‌افتد.
دوباره به آینده و حال حاضر (۱۹۶۸) بازمی‌گردیم درحالی‌که نودولس را می‌بینیم که در حال بازدید از آرامگاه یهودی (قبور سه دوستش) هست و در آنجا کلیدی را می‌یابد. درحالی‌که زیر آن اسم حقیقی وی (دیوید ارنستون) نوشته و از وی تقدیر شده‌است؛ بنابراین کسی می‌دانسته نودولس به آرامگاه خواهد آمد و حتی نام اصلی وی را نیز می‌داند. وی با آن کلید صندوق اماناتی که قبلاً با دوستانش در آن پول می‌گذاشتند را باز کرده و کیفی حاوی ۲۵۰ هزار پول را با یادداشتی با این مضمون «پیش‌پرداخت مأموریت بعدی‌ات» می‌بیند و نودولس حس می‌کند که تعقیبش می‌کنند.
صحنه فلش بک می‌خورد (۱۹۳۲) و دوستان نودولس برای استقبال از آزاد شدن او از زندان می‌آیند. در اینجا نودولس می‌فهمد که در این مدت که او در زندان بوده، مکس سردستگی گروه را به عهده گرفته و اکنون به خلافکاری‌های بزرگ مشغول‌اند. او به دیدار دوستانش می‌رود و به کمک موو با دبورا دیداری می‌کند اما حسادت مکس مانع از ادامه آن می‌شود.
کار تازه آنان دزدی جواهر در دیترویت به سفارش دو گنگستر به نام‌های فرانکی و جو است و در این سرقت زنی (کرول) به‌عنوان عامل نفوذی به آن‌ها کمک می‌کند. پس از اتمام سرقت و موعد تحویل الماس‌ها به جو، گروه مکس افراد جو را می‌کشند و نودولس از اینکه مکس برنامه توافق با فرانکی برای کشتن جو را به او نگفته‌است، ناراحت می‌شود و اینکه برخی چیزها بالاتر از پول است.
صحنه دوباره به زمان حال (۱۹۶۸) برمی‌گردد. در خانه فت مو، نودولس نگاهش به خبرهای تلویزیون می‌افتد که در آن صحنه کشته شدن بخشدار لیستر به هنگام سفر با اتومبیل تاجر کریستوفر بیلی نشان داده می‌شود و اینکه پلیس نسبت به این قتل و فساد مالی به سناتور بیلی مظنون است. در این صحنه نودولس شخصی به نام جیمز کانووی اودانل (معروف به جیمز پاک دست) را می‌بیند که رهبر اتحادیه کارگران حمل‌ونقل بوده و با بیلی در ارتباط است و وی در مورد پاک بودن بیلی توضیح می‌دهد نودولس اودانل را می‌شناسد و خاطرات بیشتری به ذهن نودولس هجوم می‌آورند و دوباره صحنه به سال ۱۹۳۲ بازمی‌گردد.
نودولس، مکس، پتسی و کاک آی را استخدام کرده‌اند تا از اودانل، یکی از مبارزان جنبش کارگری، حفاظت کنند. اودانل مسئول حرکت اجتماعی علیه اتحادیه‌ها است و توسط رؤسای اتحادیه به دلیل حمایت از تشکل‌های کارگری تهدید می‌شود. در این اثنا رئیس پلیس شهر نیز که خود سهام‌دار یکی از همین کارخانه‌ها است مانع مذاکرات بین تشکل‌ها کارگری و اتحادیه‌ها می‌شود (فرزند پسر تازه متولدشده‌اش نیز با عنایت سران قدرت صاحب سهام شرکت شده‌است) نودولس و دوستانش نیز برای همراه کردن رئیس پلیس با علم به اینکه فرزند پسر تازه متولدشده‌اش در بیمارستان است به جابجا کردن نوزادان در بیمارستان می‌پردازند و بدین ترتیب او را با خود همراه می‌سازند. اودانل نیز ابتدا کمک این گنگسترها را پس می‌زند ولی بعدتر وقتی در یک حمله غافلگیرانه مجروح می‌شود به کمک آن‌ها رضایت می‌دهد. شارکی، سیاستمدار فاسد، پیشنهاد می‌کند که با توجه به برچیده شدن قانون منع تولید و مصرف مشروبات الکلی در آمریکا و از دست رفتن درآمد حاصل از قاچاق آن، یک اتحادیه کارگری ایجادشده و اودانل رئیس و دارو دسته مکس به محافظت از آن گماشته شود. این نقشه گرچه مورد پسند مکس است ولی باعث انزجار نودولس می‌شود.
مکس و دوستانش در ادامه دوباره با کرول (زن واسطه دزدی الماس) روبرو می‌شوند و مکس با کرول دوست می‌شود. نودلس قراری عاشقانه با دبورا می‌گذارد و در راه بازگشت به‌طور وحشیانه به دبورا در داخلش اتومبیل تجاوز می‌کند. دبورا نیز پس از اتفاق با نودولس عازم هالیوود می‌شود تا یک ستاره شود. سپس مکس به نودولس از برنامه جدیدش می‌گوید که دستبرد به بانک ذخایر فدرال است. نودولس این کار را دیوانگی می‌داند و با تحریک کرول تصمیم می‌گیرد مکس را به پلیس لو دهد.
فیلم به زمان حال (۱۹۶۸) بازمی‌گردد. نودولس به ساختمان بیلی می‌رود و در آنجا کرول که اکنون پیر شده‌است را می‌بیند. در آنجا کرول از ترسی که بر جان مکس مستولی شده بود می‌گوید و اینکه در آن درگیری مکس خودش می‌خواسته توسط پلیس کشته شود. در آنجا تصویری دسته‌جمعی که در آن دبورا حضور دارد او را به سمت دبورا رهنمون می‌کند و در آنجا با دیدن دیوید پسر مکس (سناتور بیلی فعلی) متوجه می‌شود که این خود مکس بوده که از ترس، نقشه لو رفتن به پلیس را چیده‌است و در واقع تمام این‌ها کار خود مکس بوده‌است. نودولس به خانه سناتور بیلی دعوت می‌شود. در آنجا مکس توضیح می‌دهد که چطور در ۱۹۳۳ با یک نقشه مرگ ساختگی، با پول‌ِ دار و دسته فرار کرده‌است و حالا که با مسئله اتهام فساد مالی روبه‌رو شده، می‌خواهد به زندگی خود پایان دهد و برای این کار کسی بهتر از نودولس که حق او را خورده و صاحب زندگی و زن او شده نیست و بنابراین نودولس را انتخاب کرده‌است؛ اما نودولس اظهار می‌کند که شما به من بدهکار نیستید. درگذشته کارهای زیادی به ما پیشنهاد می‌شد که ما برخی از آن‌ها را قبول می‌کردیم و برخی دیگر را نه و من این پیشنهاد شما را قبول نمی‌کنم و بدین ترتیب نودولس مکس را با مشکلاتش رها کرده و آنجا را ترک می‌کند.
بعد از آن مردی مکس را می‌بینیم که برای فرار از دستگیری و گذران پایان عمر در زندان، خود را به داخل ماشین حمل زباله می‌اندازد و می‌میرد.
درنهایت فیلم برای آخرین بار فلش بک خورده و به سال ۱۹۳۳ برمی‌گردد که در آن نودولس در یک بار چینی مخفی‌شده و با مصرف مواد مخدر سعی در فراموش کردن مشکلاتش می‌کند.

## خط زمانی فیلم
زمان روایت در این فیلم به کرات تغییر می‌یابد. خط زمانی روایت در فیلم به صورت زیر تغییر می‌کند:
۱۹۳۳← ۱۹۶۸← ۱۹۲۲← ۱۹۶۸← ۱۹۳۲← ۱۹۶۸← ۱۹۳۲← ۱۹۶۸← ۱۹۳۳

## تولید
در دهه ۱۹۶۰، سرجیو لئونه رمان «تبهکاران» هری گری را که نام مستعار هری گولدبرگ بود خوانده بود. پس از پایان فیلمبرداری «یکبار در غرب» در سال ۱۹۶۸، لئونه تلاش‌های بسیاری برای پیدا کردن هری گری کرد. نهایتاً پس از توصیه شدید گری، او با لئونه در یک بار در منهتن دیدار کرد و پس از آن این دو فرد چندین بار با یکدیگر دیدار کردند تا لئونه بتواند از دیدگاه هری گری آمریکا را بهتر درک کند.
لئونه قصد داشت یک سه‌گانه جدید درباره آمریکا که شامل فیلم‌های "یکبار در غرب"، "از دستم برو!" و "روزی روزگاری در آمریکا" می‌شد، راه‌اندازی کند و برای این منظور، پیشنهاد کارگردانی فیلم «پدرخوانده» را از پارامونت رد کرد. عناصری از دو نسخه‌ی اول نوشته‌های نورمن میلر نیز در نهایت فیلم نهایی "روزی روزگاری در آمریکا" به کار گرفته شدند.

## فیلمبرداری
فیلمبرداری "روزی روزگاری در آمریکا" در ژوئن ۱۹۸۲ آغاز شد و نهایتاً در آوریل سال بعد به پایان رسید. این فیلم در محل‌های مختلفی در آمریکا، کانادا، ایتالیا و فرانسه با تمرکز در نیویورک تصویربرداری شد.صحنه‌های داخلی اکثراً در استودیوهای سینه‌چیتا در رم فیلمبرداری شدند.
صحنه ساحلی که در آن مکس برنامه خود را برای سرقت از صندوق اعتباری فدرال اعلام می‌کند، در هتل "The Don CeSar" در سنت پیت بیچ، فلوریدا، فیلمبرداری شد. صحنه "ایستگاه مرکزی گرند سنترال" در نیویورک در فلاش‌بک‌های دهه سی صحنه در گار دو نور در پاریس فیلمبرداری شد. صحنه‌های داخلی رستوران شیک که نودلز و دبرا در آن شام می‌خورند، در هتل "Excelsior" در ونیز، ایتالیا، فیلمبرداری شدند.

## ویرایش فیلم
به پایان فیلمبرداری، سرجیو لئونه ده ساعت فیلم جمع آوری کرده بود. با همکاری ویرایشگرش، نینو باراگلی، لئونه این مجموعه را به تقریباً شش ساعت کوتاه‌تر کرد و در ابتدا قصد داشت فیلم را به دو بخش تقسیم کرده و منتشر کند. با این حال، تولیدکنندگان به دلیل عدم موفقیت تجاری و انتقاداتی که به فیلم دو بخشی "1900" ساخته برناردو برتولوچی شده بود، این پیشنهاد را رد کردند و لئونه مجبور شد فیلم را بیشتر کوتاه کند. فیلم در ابتدا ۲۶۹ دقیقه (۴ ساعت و ۲۹ دقیقه) بود، اما زمانی که در جشنواره فیلم کن در سال ۱۹۸۴ به صورت خارج از رقابت اکران شد، لئونه آن را به ۲۲۹ دقیقه (۳ ساعت و ۴۹ دقیقه) کوتاه کرد تا توزیع‌کنندگان راضی شوند، که نسخه اروپایی فیلم بود.

## موسیقی متن
موسیقی متن فیلم توسط همکار طولانی مدت سرجیو لئونه، انیو موریکونه ساخته شده است. قطعه "موضوع دبرا" در دهه ۱۹۷۰ برای فیلم دیگری نوشته شده بود، اما رد شد. موسیقی متن این فیلم به خاطر استفاده موریکونه از موسیقی گئورگه زامفیر که با نواختن فلوت‌پان نواخته می‌شود، نیز مشهور است. موسیقی فلوت زامفیر به همین منظور در فیلم "پیکنیک در صخره‌های آویزان" پیتر ویر (۱۹۷۵) هم استفاده شده بود. موریکونه همچنین با خواننده ادا دل اورسو در ساخت موسیقی متن همکاری کرده است.
علاوه بر موسیقی اصلی، فیلم از موسیقی منبع استفاده کرده است که شامل موارد زیر است:
- "God Bless America" (نوشته شده توسط اروینگ برلین، اجرا شده توسط کیت اسمیت -۱۹۴۳) - در آغاز فیلم با پخش از یک رادیو در اتاق خواب ایو قرار دارد و به طور مختصر در پایان فیلم هم پخش می‌شود.
- "Yesterday" (نوشته شده توسط لنون و مک کارتنی - ۱۹۶۵) - وقتی نودلز برای اولین بار پس از بازگشت به نیویورک در سال ۱۹۶۸، در آینه ایستگاه قطار خود را بررسی می‌کند، نسخه‌ای موزاک از این قطعه پخش می‌شود. همچنین در صحنهٔ گفتگویی بین نودلز و "بیلی" نیز نسخهٔ بدون کلام این آهنگ به طور مختصر پخش می‌شود.
- "Summertime" (نوشته شده توسط جورج گرشوین - ۱۹۳۵) - نسخهٔ بدون کلام از آریای از اپرای پورگی و بس به نام "آماپولا" به طور نرم در پس زمینه قطعه‌ای است که نودلز، قبل از رفتن، به "بیلی دبیرستان" توضیح می‌دهد که چرا هرگز نمی‌تواند دوستش را بکشد.
- "Amapola" (نوشته شده توسط جوزف لاکاله، ترانه‌های آمریکایی توسط آلبرت گمز - ۱۹۲۳) - در ابتدا یک قطعه اپرایی بود، اما در فیلم، چندین نسخهٔ نوایی از این قطعه نواخته شده است؛ نسخهٔ جازی که در سال ۱۹۱۸ با آن روی گرامافون رقصیده شده است؛ نسخهٔ مشابهی که توسط گروه جاز "فت مو" در سال ۱۹۳۰ در اتاق پنهان نواخته شده است و نسخهٔ رشته‌ای که در تاریخ نودلز با دبرا به همراه است. هر دو نسخه در آلبوم موسیقی فیلم در دسترس هستند.
- قطعهٔ سوم از اورچستر La gazza ladra (جواکینو روسینی - ۱۸۱۷) - در صحنهٔ تعویض نوزاد در بیمارستان استفاده شده است.
- "Night and Day" (نوشته و خوانده شده توسط کول پورتر - ۱۹۳۲) - در صحنهٔ ساحلی قبل از اینکه بازدیدکنندگان ساحل خبر لغو قانون خشونت‌آمیز را دریافت کنند، توسط گروه جاز اجرا می‌شود و همچنین در مهمانی در خانهٔ "بیلی دبیرستان" در سال ۱۹۶۸ نیز شنیده می‌شود.
- "St. James Infirmary Blues" در مراسم خاکسپاری "خاکستری" در اتاق پنهان گروه استفاده شده است. آلبوم موسیقی فیلم در سال ۱۹۸۴ توسط شرکت "مرکوری رکوردز" منتشر شد. در سال ۱۹۹۵ نیز نسخه‌ای ویژه با چهار قطعهٔ اضافی منتشر شد.

## انتشار
فیلم "روزی روزگاری در آمریکا" در جشنواره فیلم کن در تاریخ ۲۰ مهٔ ۱۹۸۴ به نمایش درآمد. پس از پخش این فیلم، حضور کنندگان حدود ۲۰ دقیقه به طول انجامید و این واکنش به عنوان یک رکورد شگفت‌انگیز به ثبت رسید. در آن زمان، چنین هیجانی بعد از پخش فیلم در جشنواره کن، معمول نبوده است. در ایالات متحده، نسخهٔ ویرایش شده این فیلم در ۸۹۴ سینما به نمایش درآمد و در طی آن هفته ۲.۴ میلیون دلار فروش داشت. با این حال، با بودجه ۳۰ میلیون دلار، تنها ۵.۳ میلیون دلار فروش کرد و به عنوان یک شکست اقتصادی شناخته شد.
پس از پخش این فیلم، بسیاری از زنان در جشنواره به دلیل دو صحنه تجاوز بسیار خشمگین شدند. یکی از آن‌ها حتی در یک کنفرانس مطبوعاتی با رابرت دنیرو مواجه شد و نظرات شدیدی را دربارهٔ نحوهٔ تصویربرداری فیلم و توصیف آن به‌عنوان «خشونت گرایی آشکار و بی‌احترامانه» ابراز کرد. به‌طور کلی، صحنه‌های تجاوز مورد انتقاد و سؤال قرار گرفت. ریچارد گودن، نویسندهٔ کتابی دربارهٔ لئونه، تصویربرداری او را از تجاوز در جایی که "نشان می‌دهد که بین تصویر و بدن، ارتباطی نیست" دفاع کرد. الیزابت مک‌گورن همچنین ادعای گودن را تأیید کرد و گفت که بازیگران فیلم، هیچ تلاشی برای زیباسازی "جنسیت خشونت آمیز" نداشتند. در کتاب خود، کریستوفر فریلینگ، محقق لئونه، ادعا می‌کند که گروه باند مرکزی فیلم، همگی به شدت با مشکلات روانی دست و پنجه نرم می‌کنند؛ "مانند پسران کوچکی هستند، به تجهیزاتشان علاقمند و نمی‌توانند با زنان واقعی رابطه‌ی درستی برقرار کنند."

## نسخه ها

### نسخه آمریکا
این فیلم در اکران محدود و برای منتقدان فیلم در آمریکای شمالی نمایش داده شد، جایی که برای کسب رتبه "R" کمی کوتاه شد. دو صحنه تجاوز جنسی و برخی از خشونت های گرافیکی تر در ابتدا کاهش یافت. ملاقات نودلز با بیلی در سال 1968 نیز از بین رفت. این فیلم در چندین نمایش مخفیانه در آمریکای شمالی با استقبال متوسطی مواجه شد. به دلیل این واکنش اولیه مخاطب، ترس از طولانی بودن آن، خشونت گرافیکی آن، و ناتوانی سالن‌ها برای نمایش چندگانه در یک روز، کمپانی لاد تمام صحنه‌ها را قطع کرد و تقریباً 90 دقیقه از فیلم را حذف کرد.
این نسخه گسترده آمریکایی (1984، 139 دقیقه) به شدت با نسخه اروپایی متفاوت بود، زیرا داستان غیر زمانی به ترتیب زمانی بازآرایی شد.

### نسخه اتحاد جماهیر شوروی
در اتحاد جماهیر شوروی، این فیلم در اواخر دهه 1980 به همراه دیگر فیلم های پرفروش هالیوود مانند دو فیلم کینگ کنگ به نمایش درآمد. داستان به ترتیب زمانی بازآرایی شد و فیلم به دو قسمت تقسیم شد و دو قسمت به صورت فیلم جداگانه نمایش داده شد که یکی شامل صحنه های کودکی و دیگری شامل صحنه های بزرگسالی است. علیرغم تنظیم مجدد، هیچ صحنه حذف عمده ای انجام نشد.

### نسخه بازسازی شده
در مارس 2011 اعلام شد که نسخه اصلی ۲۶۹ دقیقه‌ای لئونه توسط یک آزمایشگاه فیلم در ایتالیا تحت نظارت فرزندان لئونه، که حق توزیع ایتالیایی را به دست آورده بودند، همراه با ویرایشگر صدای اصلی فیلم، فائوستو انسیلایی، بازسازی خواهد شد تا در سال ۲۰۱۲ در جشنواره فیلم کن یا جشنواره فیلم ونیز اکران شود.
این فیلم بازسازی شده در جشنواره فیلم کن 2012 نمایش داده شد، اما به دلیل مسائل حقوقی پیش بینی نشده برای صحنه های حذف شده، زمان بازسازی تنها 251 دقیقه بود.
با این حال، مارتین اسکورسیزی (که بنیاد سینمایی او در بازسازی کمک کرد) اظهار داشت که به فرزندان لئونه کمک می‌کند تا حقوق 24 دقیقه پایانی صحنه‌های حذف شده را برای ایجاد یک بازسازی کامل از نسخه 269 دقیقه‌ای پیش‌بینی شده لئونه به دست آورند. در تاریخ ۳ اوت ۲۰۱۲، گزارش شد که پس از نمایش در جشنواره فیلم کن، فیلم بازسازی شده از چرخه پخش خارج شده و منتظر کارهای بازسازی بیشتر است.

### رسانه خانگی
در امریکای شمالی، یک ویدئوی دو تایی VHS با مدت زمان ۲۲۶ دقیقه در فوریه ۱۹۸۵ و ۱۹۹۱ توسط وارنر هوم ویدئو منتشر شد. نسخه‌ی سینمایی آمریکایی نیز همزمان در فوریه ۱۹۸۵ منتشر شد. یک نسخه‌ی ویژه دو دیسکی با مدت زمان ۲۲۹ دقیقه از فیلم در تاریخ ۱۰ ژوئن ۲۰۰۳ منتشر شد. این نسخه‌ی ویژه در ۱۱ ژانویه ۲۰۱۱ به صورت DVD و Blu-ray بازنشر شد. در تاریخ ۳۰ سپتامبر ۲۰۱۴، وارنر برادز یک مجموعه Blu-ray و DVD دو دیسکی از بازسازی ۲۵۱ دقیقه‌ای که در جشنواره فیلم کن ۲۰۱۲ نمایش داده شده بود را با نام Extended Director's Cut منتشر کرد. این نسخه قبلا در ایتالیا در تاریخ ۴ سپتامبر ۲۰۱۲ منتشر شده بود.

## تفاسیر
فیلم با نودلز که در یک سالن افیون مخفی شده است و از تیراندازان سندیکات در پنهانی نگه داشته می‌شود، آغاز و به همین شکل در سال ۱۹۳۳ به پایان می‌رسد. صحنه‌ی آخر فیلم، نشان دهنده‌ی نودلز در حال لذت بردن از اثرات افیون در مسیریابی خود است. برای همین داستان فیلم را می‌توان به عنوان یک رویای غرق کننده در مواد مخدر درک کرد؛ در این رویا، نودلز گذشته و آینده خود را به یاد می‌آورد. در یک مصاحبه با نوئل سیمسولو در سال ۱۹۸۷، لئونه این تفسیر را تأیید کرد و گفت که می‌توان صحنه‌های مربوط به دهه ۱۹۶۰ را به عنوان رویاهای غرق در افیون نودلز در نظر گرفت.
نوع مبهمی که در پایان فیلم برجسته شده است، نشان دهنده این است که آیا مکس واقعاً پشت کامیون سریعی که در حال خروج است پنهان شده است یا نه؟ جیمز وودز بازیگر نقش مکس، اظهار داشت که نمی‌داند آیا مکس به داخل کامیون رفته است یا نه. این پایانی که به شکل تناقضی است، می‌تواند نشان دهنده‌ی آن باشد که فیلم به صورت یک رویا در ذهن نودلز رخ داده است.
بسیاری از مردم معتقدند که صحنه‌ای که در آن کودکان با فریسبی بازی می‌کنند، قطعه‌ای از یک دنباله است. هرچند راجع به مضمون این صحنه، راستین این است که هدف آن تأیید دهه ۱۹۶۰ است و بیشتر از این معنایی ندارد.

## بازیگران
- رابرت دنیرو (دیوید آرونسون)
- جیمز وودز (مکس برکویچ)
- الیزابت مک‌گاورن (دبورا گلی)
- تیوزدی ولد (کارول)
- تریت ویلیامز (جیمز کانوی اودانل)
- جیمز هایدن (پتسی گلدبرگ)
- جو پشی (فرانکی می‌نالدی)
- لری رپ (مو گلی چاقالو)
- دنی آیلو (وینست آیلو)
- ویلیام فورسایت (فیلیپ استین)
- برت یانگ (جو می‌نالدی)
- دارلن فلوگل (ایو)
- داچ میلر (ون لیندن)
- رابرت هارپر (شارکی)
- ریچارد برایت (جو جوجه)
- جنیفر کانلی (کودکی دبورا)
- اُلگا کارلاتوس زنی در سینما.
- دوبله فارسی فیلم روزی روزگاری در آمریکا  مدیر دوبلاژ: امیر هوشنگ زند  گویندگان: چنگیز جلیلوند، ناصر طهماسب، پرویز ربیعی، امیرهوشنگ زند، تورج مهرزادیان، کریم بیانی، میرطاهر مظلومی، سعید شیخ زاده، سینا زند، مهسا عرفانی، نادر کی مرام، ابراهیم شفیعی، محمدرضا مومنی